# Дубовский, Степан Фёдорович
Степан Фёдорович Дубовский (1931 год, деревня Тесово, Солигорский район, Минская область, Белорусская ССР — 2001 год) — руководитель механизированного звена по выращиванию картофеля в колхозе имени Чкалова Солигорского района Минской области, Белорусская ССР. Герой Социалистического Труда (1978).

## Биография
Родился в 1931 году в крестьянской семье в деревне Тесово. До войны окончил два класса начальной школы. В 1948 году поступил на курсы трактористов при Штурмовой МТС, по окончании которых трудился на тракторе ЧТЗ в бригаде своего родственника. С 1960 года работал на тракторе МТЗ-50. С 1961 года — руководитель механизированного звена по выращиванию картофеля в колхозе имени Чкалова Солигорского района.
В 1965 году звено Степана Дубовского собрало в среднем по 180 центнеров картофеля с каждого гектара, за что был награждён Орденом Трудового Красного Знамени. В течение 1972—1974 годов звено ежегодно перевыполняла план на 150 %. Урожайность картофеля в эти годы достигала 260 центнеров картофеля с каждого гектара.
Неоднократно участвовал во Всесоюзной выставке ВДНХ в Москве, где получил две золотые медали.
В 1977 году звено Степана Дубровского собрало в среднем по 280 центнеров картофеля с каждого гектара. Рентабельность звена достигла 332 %. Указом Президиума Верховного Совета СССР от 29 марта 1978 года был удостоен звания Героя Социалистического Труда с вручением ордена Ленина и золотой медали «Серп и Молот».
Скончался в 2001 году.

## Награды
- Герой Социалистического Труда — указом Президиума Верховного Совета СССР от 29 марта 1978 года
- Орден Ленина
- Орден Трудового Красного Знамени